# Mistrzostwa Świata w Hokeju na Lodzie 2014 (I Dywizja)
Mistrzostwa Świata w Hokeju na Lodzie I dywizji 2014 zostały rozegrane w dniach 20- 26 kwietnia.
W mistrzostwach Dywizji I uczestniczyło 12 zespołów, które zostały podzielone na dwie grupy po 6 zespołów. Zgodnie z formatem zawody Dywizji I odbyły się w dwóch grupach: Grupa A w Korei Południowej (Goyang), a Grupa B na Litwie (Wilno). W mistrzostwach Dywizji II uczestniczy 12 zespołów. Reprezentacje grały systemem każdy z każdym. Pierwsza oraz druga drużyna turnieju Grupy A awansowały do mistrzostw świata elity w 2015 roku, ostatni zespół Grupy A został zdegradowany i w 2015 roku zagra w Grupie B. Jego miejsce za rok zajmie zwycięzca turnieju w Grupie B. Najsłabsza drużyna Grupy B spadła do Dywizji II.
Hala, w której odbędą się zawody:
- Goyang Ice Rink (Goyang)
- Siemens Arena (Wilno)

## Grupa A
Wyniki
| 20 kwietnia 2014 | Ukraina | 2:3 pd. | Austria | Goyang Ice Rink, Goyang |

| Szczegóły      | Szczegóły                                    | Szczegóły            | Szczegóły                                                          | Szczegóły                                                              |
| -------------- | -------------------------------------------- | -------------------- | ------------------------------------------------------------------ | ---------------------------------------------------------------------- |
| Godzina: 12:30 | R. Błahy (EQ) 10:04 O. Materuchin (EQ) 32:48 | (1:2, 1:0, 0:0, 0:1) | 09:48 (PP) D. Heinrich 12:29 (PP) D. Heinrich 61:34 (PP) B. Lebler | Widzów: 2371 Sędzia główny: Ján Hribik Sędziowie liniowi: Andreas Koch |
| Godzina: 12:30 | 18 min kar                                   |                      | 8 min kar                                                          | Widzów: 2371 Sędzia główny: Ján Hribik Sędziowie liniowi: Andreas Koch |

| 20 kwietnia 2014 | Japonia | 2:1 | Słowenia | Goyang Ice Rink, Goyang |

| Szczegóły      | Szczegóły                                 | Szczegóły       | Szczegóły            | Szczegóły                                                                       |
| -------------- | ----------------------------------------- | --------------- | -------------------- | ------------------------------------------------------------------------------- |
| Godzina: 16:00 | D. Obara (EQ) 44:47 D. Akimoto (PP) 53:13 | (0:0, 0:1, 2:0) | 38:51 (EQ) Ž. Pavlin | Widzów: 2333 Sędzia główny: Aleksiej Anisimow Sędziowie liniowi: Jari Leppäalho |
| Godzina: 16:00 | 12 min kar                                |                 | 10 min kar           | Widzów: 2333 Sędzia główny: Aleksiej Anisimow Sędziowie liniowi: Jari Leppäalho |

| 20 kwietnia 2014 | Korea Południowa | 4:7 | Węgry | Goyang Ice Rink, Goyang |

| Szczegóły      | Szczegóły                                                                              | Szczegóły       | Szczegóły | Szczegóły                                                                           |
| -------------- | -------------------------------------------------------------------------------------- | --------------- | --- | ----------------------------------------------------------------------------------- |
| Godzina: 12:30 | B. Radunske (PP) 35:16 B. Radunske (EQ) 42:52 Shin S-h. (EQ) 47:03 Lee D-k. (PP) 56:01 | (0:2, 1:3, 3:2) | 14:18 (PP) I. Bartalis 17:43 (EQ) A. Benk 27:12 (PP) Z. Azari 34:27 (PP) I. Sofron 37:49 (EQ) C. Kovacs 40:46 (EQ) I. Bartalis 58:57 (SH, EN) I. Bartalis | Widzów: 2775 Sędzia główny: Robert Mullner Sędziowie liniowi: Jean-Philippe Sylvain |
| Godzina: 12:30 | 37 min kar                                                                             |                 | 14 min kar | Widzów: 2775 Sędzia główny: Robert Mullner Sędziowie liniowi: Jean-Philippe Sylvain |

| 21 kwietnia 2014 | Austria | 4:1 | Japonia | Goyang Ice Rink, Goyang |

| Szczegóły      | Szczegóły                                                                                    | Szczegóły       | Szczegóły               | Szczegóły                                                                  |
| -------------- | -------------------------------------------------------------------------------------------- | --------------- | ----------------------- | -------------------------------------------------------------------------- |
| Godzina: 12:30 | S. Geier (EQ) 25:09 T. Hundertpfund (EQ) 44:13 Mario Altmann (PP) 47:37 B. Lebler (EN) 58:54 | (0:1, 1:0, 3:0) | 05:29 (EQ) T. Yamashita | Widzów: 1616 Sędzia główny: Andreas Koch Sędziowie liniowi: Jari Leppäalho |
| Godzina: 12:30 | 8 min kar                                                                                    |                 | 28 min kar              | Widzów: 1616 Sędzia główny: Andreas Koch Sędziowie liniowi: Jari Leppäalho |

| 21 kwietnia 2014 | Węgry | 0:3 | Ukraina | Goyang Ice Rink, Goyang |

| Szczegóły      | Szczegóły  | Szczegóły       | Szczegóły                                                                | Szczegóły                                                              |
| -------------- | ---------- | --------------- | ------------------------------------------------------------------------ | ---------------------------------------------------------------------- |
| Godzina: 16:00 |            | (0:1, 0:2, 0:0) | 04:57 (PP) J. Biełuchin 29:49 (PP) O. Szafarenko 30:52 (PP) O. Tymczenko | Widzów: 1712 Sędzia główny: Marcus Brill Sędziowie liniowi: Ján Hribik |
| Godzina: 16:00 | 20 min kar |                 | 8 min kar                                                                | Widzów: 1712 Sędzia główny: Marcus Brill Sędziowie liniowi: Ján Hribik |

| 21 kwietnia 2014 | Słowenia | 4:0 | Korea Południowa | Goyang Ice Rink, Goyang |

| Szczegóły      | Szczegóły                                                                        | Szczegóły       | Szczegóły  | Szczegóły                                                                              |
| -------------- | -------------------------------------------------------------------------------- | --------------- | ---------- | -------------------------------------------------------------------------------------- |
| Godzina: 19:30 | J. Urbas (PP) 25:51 M. Verlic (EQ) 26:47 A. Mušič (EQ) 40:39 J. Urbas (SH) 59:06 | (0:0, 2:0, 2:0) |            | Widzów: 2347 Sędzia główny: Aleksiej Anisimow Sędziowie liniowi: Jean-Phillipe Sylvain |
| Godzina: 19:30 | 26 min kar                                                                       |                 | 12 min kar | Widzów: 2347 Sędzia główny: Aleksiej Anisimow Sędziowie liniowi: Jean-Phillipe Sylvain |

| 23 kwietnia 2014 | Słowenia | 2:0 | Węgry | Goyang Ice Rink, Goyang |

| Szczegóły      | Szczegóły                                   | Szczegóły       | Szczegóły | Szczegóły                                                                |
| -------------- | ------------------------------------------- | --------------- | --------- | ------------------------------------------------------------------------ |
| Godzina: 12:30 | T. Razingar (EQ) 21:47 A. Kuralt (EQ) 25:21 | (0:0, 2:0, 0:0) |           | Widzów: 1670 Sędzia główny: Ján Hribik Sędziowie liniowi: Jari Leppäalho |
| Godzina: 12:30 | 6 min kar                                   |                 | 6 min kar | Widzów: 1670 Sędzia główny: Ján Hribik Sędziowie liniowi: Jari Leppäalho |

| 23 kwietnia 2014 | Ukraina | 2:3 | Japonia | Goyang Ice Rink, Goyang |

| Szczegóły      | Szczegóły                                      | Szczegóły       | Szczegóły                                                     | Szczegóły                                                                  |
| -------------- | ---------------------------------------------- | --------------- | ------------------------------------------------------------- | -------------------------------------------------------------------------- |
| Godzina: 16:00 | O. Materuchin (EQ) 07:19 A. Michnow (EQ) 42:54 | (1:2, 0:0, 1:1) | 04:31 (PP) S. Kuji 13:11 (EQ) S. Kuji 58:16 (EQ) T. Yamashita | Widzów: 1656 Sędzia główny: Andreas Koch Sędziowie liniowi: Robert Mullner |
| Godzina: 16:00 | 8 min kar                                      |                 | 20 min kar                                                    | Widzów: 1656 Sędzia główny: Andreas Koch Sędziowie liniowi: Robert Mullner |

| 23 kwietnia 2014 | Austria | 7:4 | Korea Południowa | Goyang Ice Rink, Goyang |

| Szczegóły      | Szczegóły | Szczegóły       | Szczegóły                                                                        | Szczegóły                                                                     |
| -------------- | --- | --------------- | -------------------------------------------------------------------------------- | ----------------------------------------------------------------------------- |
| Godzina: 19:30 | M. Schiechl (EQ) 09:49 T. Hundertpfund (EQ) 11:12 B. Lebler (PP) 12:08 B. Lebler (EQ) 14:50 T. Hundertpfund (EQ) 16:52 K. Komarek (EQ) 53:31 B. Lebler (PP) 57:40 | (5:4, 0:0, 2:0) | 03:45 (PP) Park W-s. 07:42 (EQ) Cho M-H. 08:13 (EQ) Kim K-s. 15:05 (EQ) Kim K-s. | Widzów: 2647 Sędzia główny: Aleksiej Anisimow Sędziowie liniowi: Marcus Brill |
| Godzina: 19:30 | 12 min kar |                 | 22 min kar                                                                       | Widzów: 2647 Sędzia główny: Aleksiej Anisimow Sędziowie liniowi: Marcus Brill |

| 24 kwietnia 2014 | Słowenia | 5:3 | Ukraina | Goyang Ice Rink, Goyang |

| Szczegóły      | Szczegóły                                                                                               | Szczegóły       | Szczegóły                                                             | Szczegóły                                                                           |
| -------------- | --- | --------------- | --------------------------------------------------------------------- | ----------------------------------------------------------------------------------- |
| Godzina: 12:30 | M. Stebih (EQ) 12:12 J. Urbas (EQ) 18:09 A. Mušič (EQ) 42:43 J. Muršak (PP) 46:30 B. Goličič (EQ) 57:04 | (2:0, 0:2, 3:1) | 06:57 (PP) A. Michnow 38:57 (PP) D. Petruchno 42:13 (PP) J. Biełuchin | Widzów: 1698 Sędzia główny: Robert Mullner Sędziowie liniowi: Jean-Philippe Sylvain |
| Godzina: 12:30 | 8 min kar                                                                                               |                 | 16 min kar                                                            | Widzów: 1698 Sędzia główny: Robert Mullner Sędziowie liniowi: Jean-Philippe Sylvain |

| 24 kwietnia 2014 | Węgry | 4:5 pd. | Austria | Goyang Ice Rink, Goyang |

| Szczegóły      | Szczegóły                                                                            | Szczegóły            | Szczegóły | Szczegóły                                                                     |
| -------------- | ------------------------------------------------------------------------------------ | -------------------- | --- | ----------------------------------------------------------------------------- |
| Godzina: 16:00 | I. Bartalis (PP) 27:11 B. Sebők (EQ) 28:27 B. Sebők (EQ) 39:59 Cs. Kovács (EQ) 53:51 | (0:0, 3:3, 1:1, 0:1) | 31:50 (EQ) T. Hundertpfund 33:32 (EQ) D. Heinrich 35:51 (PP) D. Heinrich 47:40 (EQ) M. Iberer 63:45 (PP) B. Lebler | Widzów: 1720 Sędzia główny: Aleksiej Anisimow Sędziowie liniowi: Andreas Koch |
| Godzina: 16:00 | 4 min kar                                                                            |                      | 14 min kar | Widzów: 1720 Sędzia główny: Aleksiej Anisimow Sędziowie liniowi: Andreas Koch |

| 24 kwietnia 2014 | Japonia | 4:2 | Korea Południowa | Goyang Ice Rink, Goyang |

| Szczegóły      | Szczegóły                                                                         | Szczegóły       | Szczegóły                                 | Szczegóły                                                              |
| -------------- | --------------------------------------------------------------------------------- | --------------- | ----------------------------------------- | ---------------------------------------------------------------------- |
| Godzina: 19:30 | H. Ueno (EQ) 01:14 S. Takahasi (EQ) 03:09 H. Ueno (EQ) 11:08 A. Keller (PP) 39:25 | (3:0, 1:0, 0:2) | 41:15 (PP) M. Swift 43:25 (PP) Lee Don-ku | Widzów: 2949 Sędzia główny: Marcus Brill Sędziowie liniowi: Ján Hribik |
| Godzina: 19:30 | 8 min kar                                                                         |                 | 12 min kar                                | Widzów: 2949 Sędzia główny: Marcus Brill Sędziowie liniowi: Ján Hribik |

| 26 kwietnia 2014 | Węgry | 5:4 pk. | Japonia | Goyang Ice Rink, Goyang |

| Szczegóły      | Szczegóły                                                                                           | Szczegóły                 | Szczegóły                                                                         | Szczegóły                                                                           |
| -------------- | --------------------------------------------------------------------------------------------------- | ------------------------- | --------------------------------------------------------------------------------- | ----------------------------------------------------------------------------------- |
| Godzina: 12:30 | I. Sofron (EQ)17:29 I. Bartalis (PP) 20:49 I. Sofron (EQ) 38:53 M. Vas (EA) 58:54 M. Vas (SO) 65:00 | (1:1, 2:2, 1:1, 0:0, 1:0) | 02:58 (EQ) T. Saito 26:50 (EQ) M. Nishiwaki 30:39 (EQ) S. Kuji 54:30 (EQ) H. Ueno | Widzów: 1878 Sędzia główny: Robert Mullner Sędziowie liniowi: Jean-Philippe Sylvain |
| Godzina: 12:30 | 20 min kar                                                                                          |                           | 4 min kar                                                                         | Widzów: 1878 Sędzia główny: Robert Mullner Sędziowie liniowi: Jean-Philippe Sylvain |

| 26 kwietnia 2014 | Austria | 1:3 | Słowenia | Goyang Ice Rink, Goyang |

| Szczegóły      | Szczegóły            | Szczegóły       | Szczegóły                                                    | Szczegóły                                                                       |
| -------------- | -------------------- | --------------- | ------------------------------------------------------------ | ------------------------------------------------------------------------------- |
| Godzina: 16:00 | B. Petrik (EQ) 35:20 | (0:0, 1:1, 0:2) | 33:44 (EQ) J. Urbas 48:49 (EQ) J. Urbas 58:28 (EQ) M. Štebih | Widzów: 1923 Sędzia główny: Aleksiej Anisimow Sędziowie liniowi: Jari Leppäalho |
| Godzina: 16:00 | 6 min kar            |                 | 8 min kar                                                    | Widzów: 1923 Sędzia główny: Aleksiej Anisimow Sędziowie liniowi: Jari Leppäalho |

| 26 kwietnia 2014 | Korea Południowa | 2:8 | Ukraina | Goyang Ice Rink, Goyang |

| Szczegóły      | Szczegóły                                  | Szczegóły       | Szczegóły | Szczegóły                                                              |
| -------------- | ------------------------------------------ | --------------- | --- | ---------------------------------------------------------------------- |
| Godzina: 19:30 | Kim H-j. (EQ) 46:34 B. Radunske (PP) 53:54 | (0:2, 0:3, 2:3) | 02:27 (PP) D. Isajenko 05:34 (EQ) O. Materuchin 23:01 (EQ) R. Błahy 38:05 (EQ) D. Petruchno 38:29 (EQ) O. Szafarenko 41:27 (EQ) O. Materuchin 49:01 (EQ) O. Torianyk 49:21 (EQ) R. Błahy | Widzów: 2527 Sędzia główny: Marcus Brill Sędziowie liniowi: Ján Hribik |
| Godzina: 19:30 | 6 min kar                                  |                 | 6 min kar | Widzów: 2527 Sędzia główny: Marcus Brill Sędziowie liniowi: Ján Hribik |

Tabela
| Lp. | Zespół           | M | Z | Zd | Pd | P | G+ | G- | +/- | Pkt |
| --- | ---------------- | - | - | -- | -- | - | -- | -- | --- | --- |
| 1   | Słowenia         | 5 | 4 | 0  | 0  | 1 | 15 | 6  | +9  | 12  |
| 2   | Austria          | 5 | 2 | 2  | 0  | 1 | 20 | 14 | +6  | 10  |
| 3   | Japonia          | 5 | 3 | 0  | 1  | 1 | 18 | 16 | +2  | 10  |
| 4   | Ukraina          | 5 | 2 | 0  | 1  | 2 | 18 | 13 | +5  | 7   |
| 5   | Węgry            | 5 | 1 | 1  | 1  | 2 | 16 | 18 | -2  | 6   |
| 6   | Korea Południowa | 5 | 0 | 0  | 0  | 5 | 14 | 34 | -20 | 0   |

      = awans do elity       = utrzymanie w I dywizji grupy A       = spadek do I dywizji grupy B
Statystyki indywidualne
- Klasyfikacja strzelców:  Brian Lebler - 6 goli
- Klasyfikacja asystentów:  Thomas Koch - 10 asyst
- Klasyfikacja kanadyjska:  Thomas Koch - 10 punktów
- Klasyfikacja kanadyjska obrońców:  Dominique Heinrich - 6 punktów
- Klasyfikacja +/-:  Jan Urbas - +7
- Klasyfikacja skuteczności interwencji bramkarzy:  Luka Gračnar - 95,96%
- Klasyfikacja średniej goli straconych na mecz bramkarzy:  Luka Gračnar - 1,00
- Klasyfikacja minut kar:  Michael Swift - 29 minut

Nagrody indywidualne
Dyrektoriat turnieju wybrał trójkę najlepszych zawodników, po jednym na każdej pozycji:
- Bramkarz:  Yutaka Fukufuji
- Obrońca:  Dominique Heinrich
- Napastnik:  Jan Muršak

Dziennikarze wybrali szóstkę zawodników składu gwiazd turnieju:
- Bramkarz:  Luka Gračnar
- Obrońcy:  Dominique Heinrich,  Márton Vas
- Napastnicy:  Brian Lebler,  Thomas Koch,  Jan Urbas
- Najbardziej Wartościowy Zawodnik (MVP):  Luka Gračnar

Szkoleniowcy reprezentacji wybrali najlepszych zawodników swoich zespołów:
- Thomas Koch,  Brock Radunske,  Zoltán Hetényi,  Yutaka Fukufuji,  Luka Gračnar,  Ołeksandr Materuchin

## Grupa B
Wyniki
| 20 kwietnia 2014 | Chorwacja | 4:0 | Wielka Brytania | Siemens Arena, Wilno |

| Szczegóły      | Szczegóły                                                                              | Szczegóły       | Szczegóły | Szczegóły                                |
| -------------- | -------------------------------------------------------------------------------------- | --------------- | --------- | ---------------------------------------- |
| Godzina: 12:00 | M. Novak (EQ) 12:56 D. Kostović (EQ) 19:19 A. Letang (EQ) 27:26 D. Kostović (EQ) 46:12 | (2:0, 1:0, 1:0) |           | Widzów: 792 Sędzia główny: Juris Balodis |
| Godzina: 12:00 | 18 min kar                                                                             |                 | 8 min kar | Widzów: 792 Sędzia główny: Juris Balodis |

| 20 kwietnia 2014 | Rumunia | 0:7 | Polska | Siemens Arena, Wilno |

| Szczegóły      | Szczegóły | Szczegóły       | Szczegóły | Szczegóły                                   |
| -------------- | --------- | --------------- | --- | ------------------------------------------- |
| Godzina: 15:30 |           | (0:2, 0:3, 0:2) | 02:11 (EQ) P. Dronia 18:07 (EQ) L. Laszkiewicz 27:15 (EQ) T. Malasiński 37:57 (PP) S. Kowalówka 39:14 (PP) M. Kolusz 42:19 (EQ) L. Laszkiewicz 43:24 (EQ) T. Malasiński | Widzów: 809 Sędzia główny: Per Gustav Solem |
| Godzina: 15:30 | 8 min kar |                 | 8 min kar | Widzów: 809 Sędzia główny: Per Gustav Solem |

| 20 kwietnia 2014 | Litwa | 4:0 | Holandia | Siemens Arena, Wilno |

| Szczegóły      | Szczegóły                                                                                    | Szczegóły       | Szczegóły | Szczegóły                                     |
| -------------- | -------------------------------------------------------------------------------------------- | --------------- | --------- | --------------------------------------------- |
| Godzina: 19:00 | D. Kumeliauskas (EQ) 16:35 P. Gintautas (EQ) 45:55 D. Zubrus (PP) 55:33 M. Kieras (EQ) 59:59 | (1:0, 0:0, 3:0) |           | Widzów: 4525 Sędzia główny: Pascal St-Jacques |
| Godzina: 19:00 | 10 min kar                                                                                   |                 | 8 min kar | Widzów: 4525 Sędzia główny: Pascal St-Jacques |

| 21 kwietnia 2014 | Wielka Brytania | 4:1 | Rumunia | Siemens Arena, Wilno |

| Szczegóły      | Szczegóły                                                                               | Szczegóły       | Szczegóły          | Szczegóły                                    |
| -------------- | --------------------------------------------------------------------------------------- | --------------- | ------------------ | -------------------------------------------- |
| Godzina: 12:00 | B. Davies (PP) 32:45 J. Phillips (EQ) 34:35 C. Shields (PP) 45:47 M. Garside (EQ) 59:34 | (0:0, 2:0, 2:1) | 59:16 (EQ) O. Biro | Widzów: 739 Sędzia główny: Pascal St-Jacques |
| Godzina: 12:00 | 8 min kar                                                                               |                 | 14 min kar         | Widzów: 739 Sędzia główny: Pascal St-Jacques |

| 21 kwietnia 2014 | Holandia | 0:4 | Chorwacja | Siemens Arena, Wilno |

| Szczegóły      | Szczegóły | Szczegóły       | Szczegóły                                                                          | Szczegóły                                   |
| -------------- | --------- | --------------- | ---------------------------------------------------------------------------------- | ------------------------------------------- |
| Godzina: 15:30 |           | (0:2, 0:2, 0:0) | 04:47 (EQ) T. Mirić 06:26 (EQ) M. Novak 26:51 (EQ) M. Blagus 29:26 (SH) I. Brencun | Widzów: 984 Sędzia główny: Per Gustav Solem |
| Godzina: 15:30 | 6 min kar |                 | 10 min kar                                                                         | Widzów: 984 Sędzia główny: Per Gustav Solem |

| 21 kwietnia 2014 | Polska | 3:2 | Litwa | Siemens Arena, Wilno |

| Szczegóły      | Szczegóły                                                               | Szczegóły       | Szczegóły                                            | Szczegóły                               |
| -------------- | ----------------------------------------------------------------------- | --------------- | ---------------------------------------------------- | --------------------------------------- |
| Godzina: 19:00 | L. Laszkiewicz (EQ) 01:55 T. Malasiński (PP) 27:11 G. Pasiut (PP) 34:12 | (1:0, 1:1, 1:1) | 34:12 (PP) D. Kumeliauskas 58:41 (EQ) D. Pliskauskas | Widzów: 6138 Sędzia główny: Péter Gebei |
| Godzina: 19:00 | 14 min kar                                                              |                 | 6 min kar                                            | Widzów: 6138 Sędzia główny: Péter Gebei |

| 23 kwietnia 2014 | Polska | 5:1 | Holandia | Siemens Arena, Wilno |

| Szczegóły      | Szczegóły | Szczegóły       | Szczegóły                  | Szczegóły                                |
| -------------- | --- | --------------- | -------------------------- | ---------------------------------------- |
| Godzina: 12:00 | M. Kolusz (PP) 25:52 A. Chmielewski (PP) 44:18 M. Strzyżowski (EQ) 44:28 M. Malasiński (EQ) 55:59 M. Łopuski (EQ) 59:50 | (0:0, 1:0, 4:1) | 57:38 (EQ) J. van Oorschot | Widzów: 707 Sędzia główny: Juris Balodis |
| Godzina: 12:00 | 10 min kar |                 | 12 min kar                 | Widzów: 707 Sędzia główny: Juris Balodis |

| 23 kwietnia 2014 | Chorwacja | 4:3 pk. | Rumunia | Siemens Arena, Wilno |

| Szczegóły      | Szczegóły                                                                                 | Szczegóły                 | Szczegóły                                                  | Szczegóły                               |
| -------------- | ----------------------------------------------------------------------------------------- | ------------------------- | ---------------------------------------------------------- | --------------------------------------- |
| Godzina: 15:30 | B. Rendulić (EQ) 30:24 K. MacAulay (EQ) 53:27 T. Mirić (EQ) 57:22 I. Jacmenjak (SO) 65:00 | (0:1, 1:1, 3:1, 0:0, 1:0) | 07:32 (PP) L. Zsók 24:37 (EQ) E. Mihály 46:20 (PP) H. Bors | Widzów: 1011 Sędzia główny: Péter Gebei |
| Godzina: 15:30 | 12 min kar                                                                                |                           | 14 min kar                                                 | Widzów: 1011 Sędzia główny: Péter Gebei |

| 23 kwietnia 2014 | Wielka Brytania | 1:2 | Litwa | Siemens Arena, Wilno |

| Szczegóły      | Szczegóły         | Szczegóły       | Szczegóły                                | Szczegóły                                    |
| -------------- | ----------------- | --------------- | ---------------------------------------- | -------------------------------------------- |
| Godzina: 19:00 | R.Dowd (EQ) 24:41 | (0:1, 1:1, 0:0) | 03:59 (EQ) A. Bosas 31:06 (PP) D. Zubrus | Widzów: 6312 Sędzia główny: Per Gustav Solem |
| Godzina: 19:00 | 16 min kar        |                 | 16 min kar                               | Widzów: 6312 Sędzia główny: Per Gustav Solem |

| 24 kwietnia 2014 | Polska | 4:1 | Chorwacja | Siemens Arena, Wilno |

| Szczegóły      | Szczegóły                                                                                           | Szczegóły       | Szczegóły            | Szczegóły                                    |
| -------------- | --------------------------------------------------------------------------------------------------- | --------------- | -------------------- | -------------------------------------------- |
| Godzina: 12:00 | S. Kowalówka (EQ) 09:46 M. Kolusz (PP) 25:25 S. Kowalówka (EQ) 55:21 L. Laszkiewicz (EQ, ENG) 59:49 | (1:0, 1:1, 2:0) | 32:31 (PP) D. Kanaet | Widzów: 808 Sędzia główny: Pascal St-Jacques |
| Godzina: 12:00 | 6 min kar                                                                                           |                 | 6 min kar            | Widzów: 808 Sędzia główny: Pascal St-Jacques |

| 24 kwietnia 2014 | Holandia | 3:4 | Wielka Brytania | Siemens Arena, Wilno |

| Szczegóły      | Szczegóły                                                             | Szczegóły       | Szczegóły                                                                          | Szczegóły                              |
| -------------- | --------------------------------------------------------------------- | --------------- | ---------------------------------------------------------------------------------- | -------------------------------------- |
| Godzina: 15:30 | N. Nagtzaam (EQ) 10:11 N. Nagtzaam (EQ) 40:34 K. Bruijsten (PP) 45:58 | (1:2, 0:1, 2:1) | 00:33 (EQ) C. Shields 00:51 (EQ) D. Clarke 34:48 (EQ) M. Myers 42:35 (PP) M. Myers | Widzów: 997 Sędzia główny: Péter Gebei |
| Godzina: 15:30 | 20 min kar                                                            |                 | 42 min kar                                                                         | Widzów: 997 Sędzia główny: Péter Gebei |

| 24 kwietnia 2014 | Rumunia | 2:5 | Litwa | Siemens Arena, Wilno |

| Szczegóły      | Szczegóły                                  | Szczegóły       | Szczegóły | Szczegóły                                                                   |
| -------------- | ------------------------------------------ | --------------- | --- | --------------------------------------------------------------------------- |
| Godzina: 19:00 | L. Zsók (PP) 42:43 C. Fodor (PP, EA) 58:04 | (0:1, 0:1, 2:3) | 06:40 (EQ) D. Kumeliauskas 29:39 (EQ) A. Katulis 44:53 (EQ) D. Kumeliauskas 50:37 (PP) A. Bosas 59:32 (EN) A. Bosas | Widzów: 5687 Sędzia główny: Juris Balodis Sędziowie liniowi: Dmitrij Holjak |
| Godzina: 19:00 | 33 min kar                                 |                 | 20 min kar | Widzów: 5687 Sędzia główny: Juris Balodis Sędziowie liniowi: Dmitrij Holjak |

| 26 kwietnia 2014 | Holandia | 9:1 | Rumunia | Siemens Arena, Wilno |

| Szczegóły      | Szczegóły | Szczegóły       | Szczegóły               | Szczegóły                                    |
| -------------- | --- | --------------- | ----------------------- | -------------------------------------------- |
| Godzina: 12:00 | S. Mason (EQ) 06:52 I. van den Heuvel (EQ) 15:53 M. Postma (EQ) 18:35 M. Bruijsten (EQ) 25:13 D. Hagemeijer (PP) 31:17 M. Brekelmans (EQ) 47:00 N. Nagtzaam (EQ) 47:48 T. Demelinne (SH) 52:11 I. van den Heuvel (EQ) 59:55 | (3:0, 2:0, 4:1) | 53:02 (PP) M. Georgescu | Widzów: 1009 Sędzia główny: Per Gustav Solem |
| Godzina: 12:00 | 6 min kar |                 | 4 min kar               | Widzów: 1009 Sędzia główny: Per Gustav Solem |

| 26 kwietnia 2014 | Wielka Brytania | 4:2 | Polska | Siemens Arena, Wilno |

| Szczegóły      | Szczegóły                                                                            | Szczegóły       | Szczegóły                                     | Szczegóły                                 |
| -------------- | ------------------------------------------------------------------------------------ | --------------- | --------------------------------------------- | ----------------------------------------- |
| Godzina: 15:30 | C. Shields (EQ) 22:54 C. Shields (EQ) 28:29 R. Dowd (PP) 52:34 C. Shields (EN) 58:31 | (0:0, 2:1, 2:1) | 35:28 (PP) P. Dronia 45:31 (EQ) K. Dziubiński | Widzów: 3206 Sędzia główny: Juris Balodis |
| Godzina: 15:30 | 10 min kar                                                                           |                 | 14 min kar                                    | Widzów: 3206 Sędzia główny: Juris Balodis |

| 26 kwietnia 2014 | Litwa | 2:3 | Chorwacja | Siemens Arena, Wilno |

| Szczegóły      | Szczegóły                                       | Szczegóły       | Szczegóły                                                      | Szczegóły                               |
| -------------- | ----------------------------------------------- | --------------- | -------------------------------------------------------------- | --------------------------------------- |
| Godzina: 19:00 | E. Rybakov (EQ) 33:23 D. Pliskauskas (EQ) 43:38 | (0:0, 1:2, 1:1) | 30:27 (PP) G. Waugh 32:10 (PP) T. Mirić 53:41 (EQ) B. Rendulić | Widzów: 7500 Sędzia główny: Péter Gebei |
| Godzina: 19:00 | 16 min kar                                      |                 | 16 min kar                                                     | Widzów: 7500 Sędzia główny: Péter Gebei |

Tabela
| Lp. | Zespół          | M | Z | Zd | Pd | P | G+ | G- | +/- | Pkt |
| --- | --------------- | - | - | -- | -- | - | -- | -- | --- | --- |
| 1   | Polska          | 5 | 4 | 0  | 0  | 1 | 21 | 8  | +13 | 12  |
| 2   | Chorwacja       | 5 | 3 | 1  | 0  | 1 | 16 | 9  | +7  | 11  |
| 3   | Litwa           | 5 | 3 | 0  | 0  | 2 | 15 | 9  | +6  | 9   |
| 4   | Wielka Brytania | 5 | 3 | 0  | 0  | 2 | 13 | 12 | +1  | 9   |
| 5   | Holandia        | 5 | 1 | 0  | 0  | 4 | 13 | 18 | -5  | 3   |
| 6   | Rumunia         | 5 | 0 | 0  | 1  | 4 | 7  | 29 | -22 | 1   |

      = awans do dywizji I Grupy A       = utrzymanie w dywizji I grupy B       = spadek do dywizji II grupy A
Statystyki indywidualne
- Klasyfikacja strzelców:  Colin Shields - 5 goli
- Klasyfikacja asystentów:  Krzysztof Zapała,  Dainius Zubrus (ex aequo) - 7 asyst
- Klasyfikacja kanadyjska:  Dainius Zubrus - 9 punktów
- Klasyfikacja kanadyjska obrońców:  Paweł Dronia - 6 punktów
- Klasyfikacja +/-:  Mindaugas Kieras - +8
- Klasyfikacja skuteczności interwencji bramkarzy:  Przemysław Odrobny - 95,35%
- Klasyfikacja średniej goli straconych na mecz bramkarzy:  Przemysław Odrobny - 1,00
- Klasyfikacja minut kar:  Ashley Tait - 34 minuty

Nagrody indywidualne
Dyrektoriat turnieju wybrał trójkę najlepszych zawodników, po jednym na każdej pozycji:
- Bramkarz:  Przemysław Odrobny
- Obrońca:  Alan Letang
- Napastnik:  Dainius Zubrus

Szkoleniowcy reprezentacji wybrali najlepszych zawodników swoich zespołów:
- Mate Krešimir Tomljenović,  Ben Bowns,  Mantas Armalis,  Jordy van Oorschot,  Marcin Kolusz,  Evgenii Pysarenko